# Александр (Добринін)
Єпископ Александр Добринін (в миру Андрій Добринін; 13 серпня 1820, Ярославська губернія — 28 квітня 1885, Вільнюс) — почесний член Київської Духовної академії, ректор Литовської православної семінарії. Архієрей Відомства православого сповідання Російської імперії.

## Біографія
Народився 1 серпня 1820 в селі Веретея Мологського повіту у сім'ї священика.
Закінчив Ярославську духовну семінарію, потім у 1843 — Санкт-Петербурзьку духовну академію.
29 вересня 1845 удостоєний ступеня магістра і призначений викладачем математики в Новгородську семінарію.
17 листопада 1846 був пострижений в чернецтво, а 21 листопада висвячений на ієромонаха.
З 31 жовтня 1847 — інспектор Пермської семінарії та викладач історії.
З 30 березня 1849 — інспектор Новгородської семінарії та викладач філософії.
3 червня 1851 зведений у сан архімандрита.
З 31 серпня 1851 — ректор
Литовської семінарії, професор богослов'я та настоятель Монстиря Святого Духа у Вільнюсі.
У цей період виконував обов'язки цензора проповідей, що вимовлялися у православних церквах Вільнюса і взагалі духовних творів; був членом піклування про бідних духовного звання, директором Віленського губернського комітету товариства піклування про в'язниці, благочинним монастирів Гродненської губернії, дійсним членом Віленського музею та археологічного товариства.
Був всебічно освіченою людиною свого часу, відрізнявся лагідністю, сердечністю, простотою та привітністю у спілкуванні.
В 1859 архімандрит Олександр, ректор Литовської семінарії, був дійсним членом особового складу Музею старовини Віленської археологічної комісії.
2 листопада 1860 у Віленському монастирі Святого Духа хіротонізований на єпископа Ковенського, вікарія Литовської єпархії.
Його архіпастирська діяльність розпочиналася під безпосереднім керівництвом митрополита Йосифа Семашка, діяльним сподвижником якого став єпископ Олександр.
З 14 серпня 1868 — єпископ Мінський і Бобруйський.
Був обраний почесним членом Київської духовної академії.
27 березня 1877 возведений у сан архієпископа.
З 25 квітня 1877 — архієпископ Донський та Новочеркаський.
З 1879 — архієпископ Литовський і Віленський.
Будував і особисто освячував церкви, відкривав нові та відновлював старі братства. Його стараннями та турботами багато церков та причтів у краї були забезпечені землями та спорудами. При ньому у всіх церквах були заведені церковно-парафіяльні літописи для найважливіших подій місцевого життя, при кожній парафії відкривалися церковні школи.
Помер 28 квітня 1885 у Вільнюсі. Похований у печерному храмі Монастиря Святого Духа.